# Петар Радовановић (правник)
Петар Радовановић (Нови Сад, 1808 — Београд, 3. март 1857) био је српски правник и адвокат, професор Крагујевачке гимназије, прве гимназије у Србији, један од прва два професора Лицеума Књажества сербског, прве високе школе у Србији, председник Окружног суда и управитељ свих основних школа у Србији. Од 11. јуна 1842. године био је редовни члан Друштва српске словесности. Такође је био и административни управник Театра на Ђумруку и уређивао Новине Читалишта београдског. Уређивао је Новине Читалишта београдског и писао књиге из антропологије и историје.

## Биографија
Петар Радовановић је рођен у Новом Саду, где је завршио основну школу и гимназију. Студирао је право и филозофију у Пешти. По завршетку студија, радио је као адвокатски помоћник у Сремској Митровици, а када је 1830. положио адвокатски испит четири године радио је као адвокат. Средином 1834. прешао је у Србију, где је био ангажован као професор у Крагујевачкој гимназији, а од 1836. и као управник свих основних школа у Србији. Од 1838. је радио као секретар Министарства просвете, а затим као један од прва два професора на Лицеуму Књажества сербског у Крагујевцу, па опет као секретар Министарства. После Вучићеве буне 1842. премештен је у Чачак, на место председника Окружног суда, али је ускоро враћен на место управника основних школа. У том звању је умро, 3. марта 1857.

## Рад у просвети
Године 1834. Петар Радовановић постављен је за професора у Крагујевачкој гимназији. Предавао је све предмете „старије граматикалне класе”. На том положају остао је до 1836. године, када је постављен за директора свих школа у Србији. Као директор свих школа у Србији урадио је много у „правитељственим” и „обштественим” школама у земљи. Било је то време када су постављани темељи српском школству, образовању и науци.
Године 1836. постао је секретар у „Попечитељству просвештенија” (Министарству просвете), а када је исте године основан Лицеј у Крагујевцу, постављен је, заједно са Атанасијем Теодоровићем, за привременог професора. Њих су већ y тој првој години заменили Константин Бранковић и Исидор Стојановић. Радовановић и Теодоровић били су први професори прве високе школе у Србији.
На Лицеуму је Петар Радовановић предавао математику, статистику и немачки језик. Иако популаран и омиљен предавач, Петар Радовановић предавао је у Лицеју само једну годину. По наредби кнеза Милоша враћен је у „Попечитељство просвештенија”, где је био секретар и начелник.

## Ангажовање у позоришту
Почетком 1841. године државна управа Кнежевине Србије прелази из Крагујевца у Београд, а са њом се у Београд сели и Лицеј и професори који су на њему предавали. Међу њима су били Атанасије Николић и Јован Стерија Поповић, који су 1840. обновили рад позоришта у Крагујевцу. Наслањајући се на крагујевачка искуства њих двојица почињу да припремају позоришне представе у Београду. Од „правитељства“ добијају на употребу један овећи магазин у згради Царинарнице (Ђумрука) на Сави. Сакупили су трупу дилетаната, махом млађих чиновника, али су успели да придобију и дилетанткиње. Уметничку управу, па и режију, водио је Атанасије Николић са Стеријом, а административни управник од децембра 1841. до августа 1842. године био је Петар Радовановић. Од почетка су сва тројица имали на уму да дилетантски театар постепено претворе у професионални.